# Arctia achlyoessa
Arctia achlyoessa är en fjärilsart som beskrevs av Smith 1956. Arctia achlyoessa ingår i släktet Arctia och familjen björnspinnare. Inga underarter finns listade i Catalogue of Life.